# Platylabus dubitator
Platylabus dubitator là một loài tò vò trong họ Ichneumonidae.